# Altretamin
Az altretamin (INN: altretamine) színtelen, vízben oldhatatlan kristályos anyag (op. 171–175 °C). Rák elleni gyógyszer. Sterilizálja a hím házilegyeket és más rovarokat.

## Felhasználás
Makacs petefészekrák elleni szer.
Nem tekintik elsőként választandó szernek, de mentő terápiában hasznos lehet. Megvan az az előnye, hogy kevésbé toxikus, mint a többi makacs petefészekrák elleni szer.

## Hatásmód
A szer pontos hatásmódja nem ismert. A Mesh az alkilező rák elleni szerek kategóriájába sorolja. Kémiai szerkezete alapján az tűnik valószínűnek, hogy a CYP450 enzim által katalizált demetiláció során létrejövő, gyengén alkilező formaldehid támadja meg a daganatos sejtet.
Szájon át adagolva az első menetben a szer jelentős részben lebomlik mono- és didemetilált származékokra. A daganatos sejtben további demetiláció történik, és még a sejtben formaldehid keletkezik, ami azután a vizelettel kiürül.
A CYP450 enzim hatására elektrofil imin-vegyületek is keletkezhetnek, melyek kovalensen kötődnek a DNS-ben és a fehérjében található guaninhez és citozinhoz, és keresztkötéseket hoznak létre.
Az iminek és a formaldehid által okozott keresztkötéseket ki is mutatták a DNS-ben, de az még nem világos, hogy ezek hogyan hatnak a rák ellen.

## Mellékhatások
Hányinger, hányás, hasmenés, vesemérgezés, csontvelőkárosodás, súlyos orthostatikus hypotensio, idegrendszeri károsodás. A mellékhatások piridoxinnal (B6-vitaminnal) csökkenthetők.

## Készítmények[4]
- Hemel
- Hexalen
- Hexastat
- Hexinawas
- Tretax

Magyarországon nincs forgalomban altretamin-tartalmú készítmény.

## Fordítás
- Ez a szócikk részben vagy egészben  az   Altretamine című angol Wikipédia-szócikk fordításán alapul.  Az eredeti cikk szerkesztőit annak laptörténete sorolja fel. Ez a jelzés csupán a megfogalmazás eredetét és a szerzői jogokat jelzi, nem szolgál a cikkben szereplő információk forrásmegjelöléseként.